# ボビー・ミッチェル (アメリカンフットボール)
ボビー・ミッチェル（Robert Coenelius Mitchell 1935年6月6日 - 2020年4月5日）はアーカンソー州ホットスプリングス出身の元アメリカンフットボール選手。NFLのクリーブランド・ブラウンズとワシントン・レッドスキンズでプレーした。ポジションはハーフバック、フランカー。1983年にプロフットボール殿堂入りを果たしている。

## 経歴

### プロ入りまで
高校時代はアメリカンフットボール、バスケットボール、陸上競技と共に野球を行った。MLBのセントルイス・カージナルスからオファーも受けたが彼はイリノイ大学の奨学金を受けて大学進学し、アメリカンフットボールを続けることを選んだ。2年次に控えRBだったが7試合終了した時点でエースRBが負傷欠場することとなり彼にチャンスが巡ってきた。ハーフバックのポジションを獲得した彼は大学に入って最初のボールキャリーで64ヤードのタッチダウンランをあげた。この試合で彼は10回のボールキャリーで173ヤードを獲得、チームは全米ランキング3位のミシガン大学を25-6で破る番狂わせを演じた。彼は残り2試合でも100ヤード以上を走った。またディフェンスバックとしても起用された。この年彼は1プレイあたり平均8.6ヤードを稼いだ。3年の時はひざの負傷のためほとんど試合に出場することはなかった。4年次に彼はカレッジフットボール・オールスターゲームに出場しジム・デビッドを抜き去り84ヤードのタッチダウンレシーブ、ジム・ニノウスキからの18ヤードのタッチダウンレシーブをあげた。オールスターズはデトロイト・ライオンズを35-19で破りニノウスキと共にMVPに選ばれた。2年次の1955年にはビッグ・テン・カンファレンスのファーストチームに、4年次の1957年にもセカンドチームに選ばれた。また陸上競技でも1958年2月に70ヤードハードルで7秒7の世界記録（6日後に破られた）を作った。彼は卒業後にアメリカンフットボールを取るか陸上競技を取るか迷っていた。2年後の1960年にローマオリンピックを控えていたがブラウンズのヘッドコーチ、ポール・ブラウンから7000ドルを呈示されオリンピックを目指す代わりにNFL入りを決意した。

### クリーブランド・ブラウンズ
大学卒業後、1958年のNFLドラフトで7巡目で指名されてクリーブランド・ブラウンズに入団した。彼はハーフバックとして起用された。1958年から1961年までの4年間ジム・ブラウンとのコンビは大きな力を発揮した。新人の年に彼は98ヤードのキックオフリターンタッチダウンをあげた。2年目のワシントン・レッドスキンズ戦では90ヤードのラッシングタッチダウンを含む232ヤードを走った。またニューヨーク・ジャイアンツ戦では78ヤードのパントリターンタッチダウンをあげた。ブラウンズでの4年間で彼はランで2297ヤード、レシーブで1463ヤード、パントリターンで607ヤード、キックオフリターンで1550ヤードを稼ぎ38タッチダウンをあげた。彼があげたキックオフリターンタッチダウン3回は未だにブラウンズ記録となっている。

### ワシントン・レッドスキンズ
1962年のNFLドラフトでワシントン・ポストやアメリカ合衆国連邦政府の圧力を受けてワシントン・レッドスキンズは1961年12月4日に行われたドラフト全体1位でハイズマン賞を獲得したアーニー・デービスを指名していた。しかし同月半ばにレッドスキンズのオーナー、ジョージ・プレストン・マーシャルはミッチェルとその年ブラウンズが1位指名したリロイ・ジャクソンを獲得する代わりにブラウンズにデービスをトレードすることを発表した。デービスは白血病に罹り1試合もプレーすることなく1963年に亡くなった。ミッチェルはチャーリー・テイラー、ラリー・ブラウン、ブリッグ・オーウェンズ、ピッツバーグ・スティーラーズから加入したジョン・ニスビーなど黒人スター選手の仲間入りをした。彼が加入した1962年にチームはここ5年間でベストの5勝7敗2分で終えた。彼の加入当時のヘッドコーチ、ビル・マクピークは彼をフランカーとして起用した。移籍後最初の試合となったダラス・カウボーイズ戦では92ヤードのキックオフリターンタッチダウンをあげた。この年彼はリーグトップの11タッチダウン、72キャッチで1384ヤードを稼ぎプロボウルに選出された。1963年には69回のキャッチで1436ヤードを稼ぎ7タッチダウンをあげた。続く4年間で彼は60,60,58,60回のパスレシーブをあげた。1967年に新ヘッドコーチとなったオットー・グレアムは彼をハーフバックに、チャーリー・テイラーをワイドレシーバーにコンバートした。ポジションが変わったもののこの年60回のキャッチで866ヤードを稼ぎ6タッチダウンをあげている。
1969年にヴィンス・ロンバルディがヘッドコーチになると彼はフランカーのポジションに戻されたがトレーニングキャンプで彼は満足できるプレーができなくなったことを知り引退を決意した。
レッドスキンズに加入後6シーズンは58回以上のレシーブをあげ彼はレシーブで7954ヤード、ランで2735ヤードを獲得し、ｋ引退までにあげたオールパーパスヤードは当時歴代2位の記録であった。彼はランで18回、レシーブで65回、パントリターンで3回、キックオフリターンで5回、合計91回のタッチダウンをあげた。
現役引退後、彼はロンバルディヘッドコーチの要請もありスカウトとしてレッドスキンズのフロント入りしその後アシスタントゼネラルマネージャーにもなった。彼はNFL初の黒人GMになることを夢見ていたがボルチモア・レイブンズのオジー・ニューサムにその栄誉は与えられ、GMになるチャンスも1978年にはボビー・ベサード、1988年にはジャック・ケント・クックオーナーに奪われていた。また彼の背番号であった49番が永久欠番となることなくスティーブ・スパリアーヘッドコーチによってレナード・スティーブンスに与えられたことによっても失望したことが、2003年にチームを退団することが明らかにされたとき明かされた。その後、彼の背番号は永久欠番となった。

## 私生活
現在も彼はワシントンD.C.に弁護士をしている妻と暮らしている。彼らの間には2人の子供がいる。1980年から彼はボビー・ミッチェル・ホールオブフェイムクラシックというゴルフ大会を毎年開催していた。
2020年4月5日に死去。84歳没。